# Sulzfeld (Baden)
Sulzfeld este o comună din landul Baden-Württemberg, Germania.